# Dowbarān
Dowbarān (persiska: Dūborān, دوبران) är en ort i Iran.   Den ligger i provinsen Fars, i den centrala delen av landet, 900 km söder om huvudstaden Teheran. Dowbarān ligger 1 112 meter över havet och antalet invånare är 9 897.
Terrängen runt Dowbarān är kuperad norrut, men söderut är den platt.Runt Dowbarān är det glesbefolkat, med 20 invånare per kvadratkilometer. Dowbarān är det största samhället i trakten. Trakten runt Dowbarān är ofruktbar med lite eller ingen växtlighet.